# Zenodorus metallescens
Zenodorus metallescens es una especie de araña saltarina del género Zenodorus, familia Salticidae. Fue descrita científicamente por L. Koch en 1879.
Habita en Australia (Queensland) y Nueva Guinea.

## Descripción
Zenodorus metallescens es de color negro, con marcas blancas en el caparazón y el abdomen. Las patas son de color marrón claro con una banda blanca en el fémur de cada pata. Las hembras y los machos crecen hasta 11 mm (0,43 pulgadas) de longitud total del cuerpo. La especie es común en el norte de Queensland y se reconoce por sus colores contrastantes.